# 朗布洛尔
朗布洛尔（法語：Lamblore，法語發音：[lɑ̃blɔʁ]）是法国厄尔-卢瓦省的一个市镇，属于德勒区。

## 地理
朗布洛尔（48°37'30"N, 0°55'6"E）面积10.8 平方千米，位于法国中央-卢瓦尔河谷大区厄尔-卢瓦省，该省份为法国北部内陆省份，北起顺时针与厄尔省、伊夫林省、埃松省、卢瓦雷省、卢瓦-谢尔省、萨尔特省和奧恩省接壤。
与朗布洛尔接壤的市镇（或旧市镇、城区）包括：布瓦西莱佩尔什、莱勒叙安特。

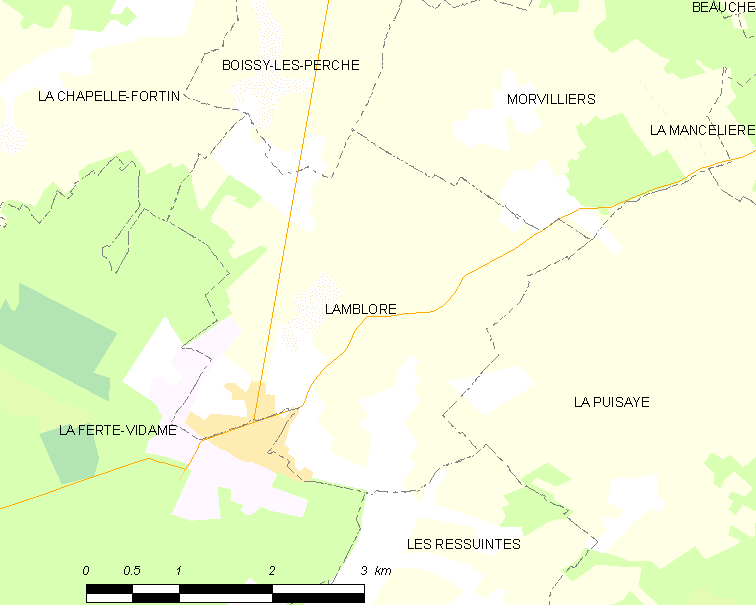
朗布洛尔的OSM定位图

朗布洛尔的时区为UTC+01:00、UTC+02:00（夏令时）。

## 行政
朗布洛尔的邮政编码为28340，INSEE市镇编码为28202。

## 政治
朗布洛尔所属的省级选区为圣吕班德容什雷县。

## 人口

1962-2008年间朗布洛尔人口变化图示

朗布洛尔于2022年1月1日时的人口数量为323人。